# SIDTEF
SIDTEF (Sistema Internacional de Tecnologia para Defensa, ang.  International Defense Technology Exhibition and Prevention of Natural Disasters, pol. Międzynarodowe targi technologii obrony i zapobiegania klęskom żywiołowym) – targi odbywające się w stolicy Peru, Limie. Odbywają się corocznie w maju, mają profil militarny. Prezentują się tam m.in. firmy związane z przemysłem lotniczym, produkcją broni pancernej i amunicji.